# Big Wheel
Big Wheel, il cui vero nome è Jackson Weele, è un personaggio dei fumetti pubblicato dalla Marvel Comics.

## Biografia del personaggio
Jackson Weele è un uomo d'affari che ha imbrogliato la sua impresa. Temendo di essere catturato, assolda un criminale, Rocket Racer, per rubare le prove che lo incriminano. Tuttavia, Rocket Racer sceglie di utilizzare le prove per ricattare Weele. Disperato, Weele cerca di suicidarsi, ma Rocket Racer gli impedisce di farlo. Tuttavia, Racer non è particolarmente gentile con Weele, riferendosi a lui come "Big Weele". Umiliato dai tentativi di Rocket Racer, Weele si rivolge al Riparatore, del quale Rocket Racer vantava che gli aveva aggiornato il suo equipaggiamento. Su richiesta di Weele, il Riparatore crea una grande ruota in metallo che può salire su edifici, completa di armi e braccioli.
Nuovamente potenziato, Big Weele dà la caccia a Rocket Racer per tutta la città. Durante la sua ricerca, finisce per imbattersi in Spider-Man che era anch'egli in cerca di Rocket Racer, che aveva combattuto in un precedente numero. Purtroppo, Weele manca di pratica nell'uso del suo nuovo dispositivo e, nel bel mezzo della battaglia, la Grande Ruota cade da un tetto e si finisce nel fiume Hudson. Spider-Man cerca invano di salvarlo ma senza riuscirci credendo che Weele sia morto annegato.
Big Weele non è più apparso in un altro fumetto per più di venti anni. Tuttavia, la storia è stata ripresa di nuovo dalla scrittrice Cristos Gage. Come spesso succede nel mezzo di fumetti, Weele sopravvive al suo incontro apparentemente mortale. Si ripresenta nuovamente con la sua grande ruota mentre Spider-Man sta fronteggiando Stilt-Man. Questa volta Big Wheel cerca di aiutare Spider-Man. Tuttavia, a causa della sua interferenza, Stilt-Man sfugge.
Di fronte a Spider-Man, Weele rivela che, dopo l'ultimo loro incontro, è andato in prigione per appropriazione indebita e si è unito a Vil-Anon, un analogo di Alcolisti Anonimi per super-cattivi. Infatti, il suo tentativo di aiutare l'eroe era parte del suo programma a dodici passi. Per dispiacere, Spider-Man permette a Big Wheel di accompagnarlo per il resto della giornata. Mentre sventano una rapina in banca, la coppia si confronta con Shocker. Anche se lo sconfiggono, Jackson Weele capisce di non essere tagliato per le imprese eroiche. Decide quindi di dedicarsi a partecipare con la sua grande ruota ai Demolition derby e parlando a eventi per Vil-Anon.
Big Weele è menzionato in The Spid-Spook Man # 21 (gennaio 2005) durante una partita a poker. Spider-Man dice a Reed Richards che la Grande Ruota è una delle cose più strane che abbia mai visto (insieme a una banda di mimi). La torcia umana dice che ha conosciuto l'uomo alla "Rusty Nail" e sta lavorando come guardia di sicurezza. La Torcia afferma inoltre che il primo nome della ruota è Axel, anche se stava scherzando.
Durante la Civil War, Big Wheel viene mostrato essere inseguito dal Harbour Patrol, implicando che è tornato a gesti eroici nonostante i dubbi che ha esposto in Spider-Man Unlimited.
Più tardi, viene portato da Spider-Man e Iron Man per quanto riguarda le connessioni sul mercato nero che Iron Man ritiene possa aver aiutato Ezechiel Stane.
Jackson ritorna più tardi in una versione più frastagliata della sua macchina Big Wheel e si unisce a Blackout e altri cattivi in una missione per uccidere Ghost Rider.
Come parte della Marvel NOW!, il veicolo originale di Big Wheel si ritrova in seguito in possesso di Overdrive, che lo aggiorna con i suoi poteri tecnologici e lo usa come veicolo personale durante il suo mandato nei Sinistri Sei. Il Superior Spider-Man (la mente di Dottor Octopus nel corpo di Peter Parker) è in grado di invertire i cambiamenti, ripristinando la Grande Ruota all'aspetto e al potere originali.
Big Weele è poi costretto a commettere crimini (come rubare una coppia di alpaca) per Lady Caterpillar, che aveva rapito la sua fidanzata Rebecca Townley.

## In altri media

### Televisione
- Big Weele compare nell'episodio "Rocket Racer" della serie animata Spider-Man di Michael Des Barres. In questa versione, Weele è il capo di una banda di ladri high-tech la cui tecnologia è stata rubata da Rocket Racer. Si afferma ad un certo punto che una volta ha lavorato nell'aeronautica. Viene sconfitto dagli sforzi combinati di Spider-Man e Rocket Racer.

### Videogiochi
- È uno degli avversari nel gioco per Game Boy Advance, Spider-Man: Mysterio's Menace.
- Appare nelle versioni PSP e PS2 di Spider-Man: Il regno delle ombre come personaggio di supporto.
- La sua versione Marvel 2099 appare come nemico nel videogioco per Nintendo DS Spider-Man: Edge of Time, doppiato da Steven Blum.
- Nella versione PS5 di Spider-Man 2, a coney Island la ruota panoramica è chiamata "BIG WHEEL"